# Stihl
Andreas Stihl AG & Company KG (стилизирана форма STIHL, произн. Щил) е разработчик, производител и търговец на моторизирани инструменти за горското и селското стопанство, както и за строителството. Компанията Stihl е основана през 1926 г. в град Вайблинген, Германия. Освен STIHL компанията използва и търговската марка Viking, която след 2018 г. става собственост на Stihl Tirol GmbH. От 1971 г. STIHL е най-продаваната марка бензинови верижни триони в света. През 2019 г. оборотът на фирмата възлиза на 3,93 милиарда евро, 90,1% от които идват от експорт.

## История

### Началото
След като през 1926 г. завършва машиностроителен факултет в Щутгарт, инженерът Андреас Щил основава фирмата „A. Stihl Ingenieursbüro“ за производство на парни котли и перални машини. С първите си спечелени средства предприемачът създава верижен трион с електродвигател и след известно време успява да го предложи на пазара. Този трион тежи 48 kg и с него трябвало да работят двама работници заради голямото му тегло. През 1929 г. верижният трион вече е с бензинов двигател. Моделът се изнася в големи количества за Русия, САЩ и Канада. Технологията постоянно се усъвършенства през следващите години. Броят на заетите лица нараства до 250 служители през 1939 г.

### Разширяване
В средата на 1970 г. Stihl разширява компанията чрез изграждане на производствени предприятия в Бразилия и в Съединените щати. Голяма част от увеличеното търсене идва от областите на строителството и озеленяването.